# Кашинска Сопница
Кашинска Сопница (хрв. Kašinska Sopnica) је насељено место у саставу града Загреба, Република Хрватска.

## Историја
До територијалне реорганизације у Хрватској била је у саставу старе загребачке приградске општине Сесвете.

## Становништво
На попису становништва из 2021. године, Кашинска Сопница је имала 187 становника.
| Број становника према пописима | Број становника према пописима | Број становника према пописима | Број становника према пописима | Број становника према пописима | Број становника према пописима | Број становника према пописима | Број становника према пописима | Број становника према пописима | Број становника према пописима | Број становника према пописима | Број становника према пописима | Број становника према пописима | Број становника према пописима | Број становника према пописима | Број становника према пописима | Број становника према пописима |
| ------------------------------ | ------------------------------ | ------------------------------ | ------------------------------ | ------------------------------ | ------------------------------ | ------------------------------ | ------------------------------ | ------------------------------ | ------------------------------ | ------------------------------ | ------------------------------ | ------------------------------ | ------------------------------ | ------------------------------ | ------------------------------ | ------------------------------ |
| 1857                           | 1869                           | 1880                           | 1890                           | 1900                           | 1910                           | 1921                           | 1931                           | 1948                           | 1953                           | 1961                           | 1971                           | 1981                           | 1991                           | 2001                           | 2011                           | 2021                           |
| 217                            | 136                            | 300                            | 331                            | 356                            | 402                            | 408                            | 359                            | 359                            | 335                            | 314                            | 255                            | 237                            | 190                            | 216                            | 245                            | 187                            |

Напомена: До 1975. исказивано под именом Сопница (НН, бр. 2/75), а до 1981. Сопница Кашинска.